# Trebnje
Trebnje là một khu tự quản (tiếng Slovenia: občine, số ít – občina) trong vùng Dolenjska của Slovenia. Trebnje có diện tích 194.6 km2, dân số là theo điều tra ngày 31 tháng 3 năm 2002 là 13268 người. Thủ phủ khu tự quản Trebnje đóng tại Trebnje.